# Abdessamad Oukhelfen
Abdessamad Oukhelfen   (18 de desembre de 1998) és un corredor de mitja i llarga distància. Nascut al Marroc, és un esportista català que representa Espanya en les competicions internacionals. Ha participat en 1 Olimpíada
Va guanyar medalles de bronze en els 5.000 metres al Campionat d'Europa sub-23 de 2019 i per a la cursa sub-23 al Campionat d'Europa de Cross Country 2019.
Oukhelfen va ser campió als 5000 m d'Espanya 2020 .
El 2021, va guanyar el Cross Internacional de la Constitución de fons, de 10,06 quilòmetres celebrada a Alcobendas, Espanya.
L'any 2022 va aconseguir classificar-se per primera vegada pel Campionat d'Europa absolut de Múnic, on es va classificar per la final i va acabar en 12a posició.

## Marques personals[6]
| Disciplina    | Marca    | Seu     | Data                  |
| ------------- | -------- | ------- | --------------------- |
| 10.000m       | 27:36.23 | Londres | 18 de maig de 2024    |
| 5.000m        | 13:17.95 | Ostrava | 8 de setembre de 2020 |
| 1.500m llisos | 3:40.19  | Ordizia | 24 de juny de 2023    |

## Trajectòria professional
| Jocs Olímpics      | Jocs Olímpics | Jocs Olímpics | Jocs Olímpics |
| Any                | Seu           | Posició       | Prova         |
| ------------------ | ------------- | ------------- | ------------- |
| 2024               | París         | 23a posició   | 10.000m       |
| Campionat d'Europa |               |               |               |
| 2022               | Múnic         | 12a posició   | 5.000m        |
| 2024               | Roma          | 8a posició    | 10.000m       |